# Tigrés
Tigrés ou Tigray refere-se a populações cujo idioma é o tigré, uma língua semítica falada no oeste e no noroeste da Eritreia e em partes do Sudão. Embora o termo seja usualmente aplicado aos povos falantes dessa língua, esses povos não se identificam coletivamente como "tigrés" e sim de acordo com os respectivos nomes tribais. Os principais grupos são Beni Amer, Beit Asgade, Mensa, Marya e uma parte dos Bilen. Como segunda língua, o tigré também é falado pelos Nara (ou Barea).
Muitos desses grupos são pastores nômades - criadores de camelos, bovinos e ovinos -, enquanto que, nas áreas mais férteis  do Altiplano Eritreu, são numerosos os agricultores sedentários. Característica dos Beni Amer e de outros grupos é a divisão social em aristocratas e servos, tal como numerosos povos pastores da África.
São povos intimamente relacionados aos tigrínios  e aos bejas (particularmente aos hadendoas).
Atualmente muçulmanos em sua maioria, também havia, até o século XIX, numerosos cristãos entre eles. 

## História
Segundo a tradição, os tigrés são oriundos do antigo Reino de Sabá, governado por Menelik I, filho do rei Salomão e da Rainha de Sabá, tal como os sacerdotes da Igreja Ortodoxa Etíope Tewahedo (Ge'ez ካህን Kahin). Sempre conforme a tradição, Menelik I teria sido o primeiro rei da dinastia salomônica etíope, a qual levaria à criação, no século I, do Reino de Aksum, depois Império Etíope (na Europa, chamado de Abissínia, durante o período colonial), extinto em 1974, com a destituição do Imperador Hailé Selassié.
Como pastores nômades, viviam nas planícies do norte, oeste e litoral da Eritreia (Gash-Barka, Anseba e Mar Vermelho Setentrional). Gradualmente uma pequena parcela migrou para o nordeste do Sudão, em busca de água e melhores áreas de pastagem.
Historicamente, a civilização etíope nasceu na antiga região Tigré. O primeiro reino desse povo teve lugar no século IX a.C.. O mesmo povo daria origem ao Reino de Aksum, uma das civilizações mais poderosas do mundo antigo e que existiu desde o século I até o século X. Acredita-se que os ancestrais dos tigrés tenham migrado para a região  pouco antes do século I. Os tigrés compartilham essa herança comum com os cristão tigrínios - o antigo Reino de Aksum -, e tanto a língua tigré quanto o tigrínio estão relacionados ao Ge'ez, a antiga língua litúrgica da Etiópia. Assim, os tigrés muçulmanos são algumas vezes chamados de tigrés setentrionais, a fim de distingui-los dos tigrínios, que vivem no sul.
A maioria dos tigrés (95,5%) aderiu ao islamismo sunita, mas ainda há um pequeno número de cristãos (membros da Igreja Ortodoxa Eritreia Tewahedo, muitas vezes referidos como Mensai).
Os primeiros tigrés convertidos ao Islã viviam nas ilhas no Mar Vermelho e se converteram no século VII, durante os primeiros anos da religião. Os tigrés continentais adotaram o islamismo muito mais tarde, já no século XIX.